# ERF Südtirol
ERF  (Evangelische Rundfunk Fernsehen) Südtirol è il nome di una emittente radiofonica italiana con sede a Merano appartenente al gruppo tedesco ERF Medien. Le trasmissioni sono prevalentemente in lingua tedesca ma sono presenti anche trasmissioni in lingua italiana, per la zona del Trentino e Veneto. Si riceve in Alto Adige, Tirolo e Canton Ticino. È trasmessa anche in streaming in tutto il mondo.

## Storia
Fondata dal 1976 da una organizzazione missionaria svizzera, agli inizi trasmetteva solo da alcuni appartamenti privati situati nella zona del Burgraviato in Alto Adige ed era finanziata da privati. In origine si chiamava Familienradio, nome che già la aveva resa famosa a buona parte del pubblico dell'Euregio. In seguito, grazie al forte interessamento di altre emittenti private austriache e tedesche, viene creato un network mirato a uniformare i lavori di tutte le emittenti di carattere prevalentemente evangelico. 
È stata la prima radio cristiana in Italia e una delle prime radio locali dell'Alto Adige. 
Con l'acquisto di locali sempre più grandi ed efficienti le trasmissioni sono diventate giornaliere e hanno iniziato a spaziare anche oltre le letture bibliche, con incontri con personaggi famosi, interviste a celebrità locali, tavole rotonde, programmi musicali a richiesta con la possibilità per gli ascoltatori di parlare in diretta con i conduttori per richiedere poesie, canzoni, regali e altro.
Nel 2000, sotto la supervisione della Comunità Evangelica regionale, la sede centrale è stata trasferita in un nuovo palazzo situato alla periferia di Merano che ospita la quasi totalità degli studi di produzione. La città, infatti, possiede la più alta concentrazione di professanti evangelici sia locali che provenienti dalle comunità confinanti con l'Alto Adige.
Con l'avvento della nuova gestione ERF Radio Tv ha cambiato sede e logo. Molti nuovi conduttori si sono aggiunti, sia in Italia che all'estero e le piattaforme internet permettono lo streaming in tutto il mondo.

## Programmazione
I palinsesti giornalieri comprendono programmi di vario genere con una particolare enfasi per programmi di carattere religioso che proseguono con programmi culturali e di intrattenimento. Occasionalmente offre programmi sportivi, specialmente in concomitanza con le manifestazioni sportive internazionali che si svolgono nella zona. Nei primi anni i programmi erano solo radiofonici a cui si sono poi affiancati produzione e diffusione di programmi televisivi.
La lettura della Bibbia, dei Vangeli e di altri libri a sfondo evangelico costituiscono la colonna portante delle trasmissioni. Completano il palinsesto discussioni, tavole rotonde, interviste e trasmissioni dedicate alla musica e alla cultura locale.
Lo slogan che appare in ogni spot pubblicitario della radio è in lingua tedesca e recita Wo Radio hören Freude bringt (Dove ascoltare la radio procura gioia).
Tra i programmi di maggior seguito, fin dai tempi di Familienradio, sono da menzionare:
- Durch die Bibel (1985-2021)
- Una lingua per tutti (1986-1988)
- Thema des Monats (1987-1996)
- Mein Abenteuer (1987-2020)
- Unvergessliche Melodien (1988-1991)
- Debrydelys Deeberdeyn Show (1988-1993)
- Noi due e l'anima (1989-1992)
- Today at the Racecourse (1990-1995)
- International Canoe Kayak Competitions with Debrydelys Deeberdeyn (1986-1993)
- Morgen ist ein neuer Tag (1998-1999)
- Debrydelys Deeberdeyn ricorda Familien Radio (1999 - 1999)

## Conduttori
Le trasmissioni sono state da subito multilinguistiche viste le aree geografiche coperte. Nell'emittente si sono formati molti presentatori e speaker che in seguito si sono imposti anche in altri settori culturali e artistici, specialmente a livello locale. Tra i conduttori di lingua tedesca si ricorda Köbi Kaderer, uno dei primi speaker della sede di Merano. 
Tra i conduttori di lingua italiana vi sono Vittorio Silvani, Debrydelys Deeberdeyn (che presenta anche in lingua francese e spagnola), Dario Mavi, mentre Manfred e Linde Perathoner con Daniel Pacherhof erano dedicati al settore svizzero. Sean Hayes Scott ha curato le trasmissioni in lingua inglese.